# Fiodor Iljin
Fiodor Klimientjewicz Iljin (Cziżow) (ros.) Фёдор Климентьевич Ильин (Чижов) (ur. 1902 we wsi Ignaszy w rejonie podporoskim w guberni petersburskiej, zm. 1947 w Kirowohradzie) – pułkownik bezpieczeństwa państwego, wykonawca zbrodni katyńskiej.
Miał wykształcenie niepełne wyższe. W 1927 został przyjęty do WKP(b).
W organach Ludowego Komisariatu Spraw Wewnętrznych pełnił służbę od 1938. Od 28 stycznia 1939 był zastępcą szefa Zarządu LKSW obwodu smoleńskiego, na tym stanowisku brał udział w mordowaniu polskich jeńców w Katyniu, za co 26 października 1940 został nagrodzony przez ludowego komisarza spraw wewnętrznych ZSRR Ławrientija Berię.  
Po wprowadzeniu stanowisk zastępców szefów wojsk Ludowego Komisariatu Spraw Wewnętrznych do prac operacyjno-czekistowskich został w stopniu kapitana bezp. państw. skierowany na takie stanowisko na Froncie Briańskim.
Od 1944 był zastępcą szefa Zarządu NKWD obwodu tarnopolskiego w stopniu pułkownika.

## Odznaczenia
- Order Czerwonej Gwiazdy 20 października 1944.
- Medal „Za Odwagę” 8 marca 1944.